# Морган ап Атруис
Морган ап Атруис (возможно Морган Великий; валл. Morgan ap Athrwys; валл. Morgan Mawr; ок. VI век — ок. VII век) — король Гвента и Гливисинга на рубеже VI и VII веков. Возможно наименование страны «Моргануг», происходило от его имени.

## Биография
Считается, что он сменил на престоле своего деда Мейрига ап Теудрига, а его сменил его сын Ител. Он появляется во многих разных генеалогиях, как в Харлейских так и в Генеалогии Колледжа Иисуса, и это подтверждается в Книге Лландафа. Бо́льшая часть информации о нём почерпнута из Книги Лландафа, которая сохраняет ряд уставов, в которых он фигурировал. Он называется королём Гливисинга, правил во времена епископа Эутогуи. В одном из уставов находим, что он давал землю церквям в искуплении за его убийство своего дяди Фриога ап Мейрига. Он владел землями Гвентом, Гливисингом и полуостровом Гоуэр. В § 62 Жития Св. Кадока, с Морганом упоминается его приёмный сын по имени Гвенгарт, хотя возможно тут имеется в виду более поздний Морган, как считал историк Пирс, Томас Джонс, так как епископ Эуддогуи, умер около 615 года, а время епископа Бертуина примерно рубеж VII и VIII веков. У Моргана ап Атруиса ап Мейрига был престолонаследник по имени Гурхитир, а также сыновья, Ител, Иднерт и Эйнудд Щедрый. Нудд Щедрый, как сын Моргана ап Атруиса ап Мейрига, фиксируется и в Генеалогии Колледжа Иисуса и у Грифида Хиратога (XVI век). У некоего Моргана упоминается сын по имени Андрес, «в житии Святого Кадока». В том же житии и в харлеанских генеалогиях, упоминается имя Андрус, как вариант имени Атройс и Атруис. Дэвид Хьюз называет их Морганом Богатым (ум.654) и Артуисом (ум.665) соответственно.
На рубеже VI и VII веков правитель Поуиса, Кинан, захватив Брихейниог, и стал устраивать набеги на Гвент. Лишь вмешательство монахов из Лланкарвана остановило его от вторжения в Гливисинг.
В Книге Ландава Морган упоминается при епископе Эутогуи (ум.615) впервые, вместе со своим дедом Мейригом ап Теудригом, его другим сыном, Фриоком, то есть без отца. В дальнейшем снова при этом же епископе, но уже как король (590 год). В этом же источнике дан отчет (стр. 152—154) о церковных разбирательствах, предпринятых против него Эуддогием вследствие убийства им своего дяди Фриога. Морган, как и многие его современники — фигура в легендах бардов. Он упоминается в «Исторической триаде» как один из трёх разрушителей острова Британии.
Король Моркант, сын Атруиса, за душу Фриока, сына Мейрига, которого он убил, и для искупления своей собственной души, взяв на себя бремя покаяния в посте, молитве и милостыне, отдал главному епископу Одоцею, и святому Дубрицию, и святому Тейло, Ланн Синкирилл и землю Синфолл.
Хартия Лланкарфана, приложенная к Житию святого Кадога (§67 в VSB, стр. 134), а другая - в Книге Ландава 180b, нам рассказывают, что некий Гвайднерт убил своего брата Мейрхиона в ссоре из-за королевства. Братоубийство было отлучено от церкви епископом Одоцеем. По прошествии трех лет он попросил прощения у Одоцея, который отправил его в паломничество в Доль в Бретани. Однако Гвайднерт вернулся до того, как конце года, по этой причине Одоцей отказался оправдать его. Затем Одоцей умер, и его преемником стал Бертуин. Гвайднерт и король Морган пришли к Бертуину и просили ему позволить Гвайднерту выйти на свободу. В искупление Гвайднерт отдал Ллангадваладра «Богу и святому Кадогу». Ллангадваладр — это Бишопстон или Биштон в Гвенте.
В тексте «Анналов Камбрии» есть запись: «Первое празднование Пасхи среди саксов. Вторая битва при Бадоне. Морган умирает». Филлимор датирует это событие 665 годом нашей эры,, но в тексте B первая Пасха саксов датируется 634 годом после рождения Христа, а «второй Бадон» не упоминается.
В «Анналах Камбрии» сообщается, что около 649 года произошла резня в Гвенте. В 650 году произошло сражение при Бедфорде на Эйвоне, в которой западные саксы одержали победу над "западными чужаками" - валлийцами. Неизвестно жил ли к этому моменту Морган. Те же Анналы Камбрии сообщают, что в 665 году произошла вторая битва при Бадоне, в которой погиб некий Морган. Считается, что это был правитель Гвента. А возможно, этот Морган был наследником Калхвинеда. Считается, что битва произошла между Уэссекском с одной стороны, которые одержали победу, и Гвентом и их союзниками, с другой стороны. Дэвид Хьюз считает что ему наследовал его сын Ител, у которого в свою очередь были сыновья Морган, Рис (у Грифида Хиратога он сын Нудда Щедрого) и Родри. Если же учесть что у Моргана действительно был сын Атруис, то второй Морган мог быть его сыном, так как во времена епископа Бертуина (ок.700) упоминается Морган как сын Атруиса.
Есть версия, согласно которой, его сын Ител наследовал Гвент, где далее правили его потомки, а другой сын, Рис, стал править в Гливисинге. Его брат или сын по имени Ител был женат на принцессе Эргинга - Гвенедлоне, дочери Бриавайла Фридига.